# Leucoagaricus serenus
Leucoagaricus serenus är en svampart som först beskrevs av Elias Fries, och fick sitt nu gällande namn av Bon & Boiffard 1974. Leucoagaricus serenus ingår i släktet Leucoagaricus och familjen Agaricaceae.   Inga underarter finns listade i Catalogue of Life.